# Хамство
Хамство (за іменем сина Ноя — Хама) — тип поведінки людини, що відрізняється грубим, нахабним і різким способом спілкування.

## Способи реалізації
Людина використовує тактику хамства у спілкуванні з метою явної демонстрації своєї переваги, більш високого соціального статусу, усвідомлюючи при цьому свою повну безкарність.
Хамство може бути і невербальним, прикладом чого може служити так зване «хамство на дорогах», при якому використовуються «різні прийоми неакуратного водіння, що створюють нервову та аварійно небезпечну обстановку на дорогах, а також жестові прийоми».

## Визначення поняття
Доктор філологічних наук, професор і завідувач кафедрою російської мови для гуманітарних і природничих факультетів філологічного факультету СПбДУ В. В. Хімік зазначав, що «хамство — один з негативних комунікативних феноменів мовної культури». Він виділяє три мотиви звернення до цього явища:
- соціальний;
- мовний;
- культурно-мовний.

У першому випадку хамство розглядається як «явище негативної комунікації», яке зазвичай дуже хвилює соціум і стає предметом дискусій, як серед громадськості, так і в Інтернеті. Хімік звертає увагу на те, що проведений в 2010 році журналістами газети «Аргументы и факты» читацьке опитування показало, що найбільш дратівливим чинником для більшості (14 %) стало хамство.
Торкаючись мовного мотиву Хімік критично оцінює нинішній стан тлумачення слів «хам» і «хамство» у російських тлумачних словниках, які він вважає недостатньо вичерпними і зазначає, що незважаючи на те, що у всіх розглянутих випадках ставка робиться на грубу і нахабну поведінку, як відмінні риси хама і хамства, тим не менш «хамство можливе і без грубості, без явного нахабства, а хам не обов'язково грубіян і нахаба».
Третій мотив ілюструється тим, що «хам» і «хамство» в різних мовних ситуаціях можуть виступати в різних проявах. В одному випадку це може бути зіткнення з нахабною, грубою і несправедливою поведінкою. В іншому важливим є не стільки грубість і нахабство, хоча вони теж можливі, скільки показна несприйнятливість до існування співрозмовника (мовного партнера) або присутніх. Виходячи з усього цього Хімік виділяє «третій, моральний, лексико-семантичний варіант значення іменника хам», під яким розуміє «вираз погорди, неповаги, переваги стосовно мовного партнера».
Крім того, В. Хімік у своїй типологізації хамства виділяє два вектора — вертикальний  і  горизонтальний . Вертикальний вектор охоплює «варіанти негативної інтерпретації комунікативної нерівності „зверху вниз“, „від сильного до слабкого“, це варіанти зіткнення безкарності з безпорадністю». Це поведінка суб'єкта, вільного від етичних заборон по відношенню до невільного (пов'язаного культурою, вихованням, етичними заборонами) адресата. Прикладами можуть служити зневажливе ставлення начальника до підлеглого («на ти», номенклатурне хамство), а також чиновника — до відвідувача і старшого — до молодшого.
У свою чергу горизонтальний вектор «дає численні соціальні різновиди варіації, які можна назвати просторовими». В. Хімік виділяє наступні соціальні інтерпретації даного вектора: комунальне хамство, телефонне хамство, сімейне хамство, хамство в поліклініці, хамство в магазині. До актуальних ситуативних різновидів просторового вектора нового часу він відносить «хамство автомобілістів зі своїми підвидами: дорожнє, паркувальне, хамство при обгонах тощо». Як приклад він відзначає виниклий у СРСР в довоєнний час термін «трамвайний хам», тобто «пересічний побутовий грубіян, який затіває сварки в громадських місцях, ніби в боротьбі за простір».
В. Хімік вважає, що тролінг — це «хамство в Інтернеті», а «відповідно троль — хам в Інтернеті».
Кандидат філософських наук, доцент кафедри соціології та політології  Санкт-Петербурзького державного університету «ЛЕТІ», доцент кафедри теорії комунікації факультету журналістики  Санкт-Петербурзького державного університету Н. В. Казарінова виділяє наступні головні характеристики хамства:
- негативна оціночна дія (частіше — висловлювання), спрямована одним з учасників комунікації на адресу іншого;
- неспровоковане порушення шанобливого ставлення один до одного, як норми міжособистісного спілкування («збереження обличчя» один одного);
- принизлива характеристика адресата як неповноцінного, невмілого, нездатного, непривабливого тощо, з метою показати свою перевагу;
- виникнення почуття незахищеності, вразливості, слабкості, сорому, розгубленості, обурення у особи, що стала жертвою хама, що породжують механізм психологічного захисту емоційному насильству, включаючи відповідну агресію.

Казарінова зазначає, що хамство виступає як вид психологічного та комунікаційного насильства, за допомогою якого створюється нерівність положень комунікаторів. Джерело хамства полягає в готовності і здатності однієї із сторін принизити іншу в обстановці, де очікується взаємоввічливе ставлення. Вона вважає, що почуття безкарності виникає у хама тому, що його «жертва» не в змозі переступити через встановлені в суспільстві правила поведінки. Причина хамської поведінки, на думку Казарінової, полягає в тому, що хам потребує емоційне спілкування і, будучи нездатним викликати до себе позитивні почуття (наприклад, любов) прийнятними способами, намагається за власним сценарієм налагодити комунікацію з іншою стороною за допомогою агресії, намагаючись проникнути в простір мовного партнера шляхом викликання у нього негативних емоцій (наприклад, ненависті і страху). Так у побутовій та інших мовних ситуаціях для здійснення цієї мети використовуються образливі вирази — дурень, ідіот, молокосос, урод і т. д.